# 宇宙軍最先任上級曹長
宇宙軍最先任上級曹長（うちゅうぐんさいせんにんじょうきゅうそうちょう Chief Master Sergeant of the Space Force,CMSSF）は、アメリカ宇宙軍の下士官の特殊な階級。この階級は、統合参謀本部最先任下士官がアメリカ宇宙軍から任命されていない限り、最高位のアメリカ宇宙軍下士官である。宇宙軍作戦部長及び空軍長官に対する下士官に関する顧問である。
現職者は、ジョン・F・ベンティヴェニャ宇宙軍最先任上級曹長で、2023年5月に初代宇宙軍最先任上級曹長ロジャー・タウバーマンの後任に選任され、2023年9月15日に2代目の宇宙軍最先任上級曹長に就任した。

## 職責
宇宙軍最先任上級曹長は、アメリカ宇宙軍下士官やその家族の士気、即応状態、福利厚生、適切な人事、能力開発など全ての下士官の諸問題について宇宙軍作戦部長及び空軍長官に対して、最先任下士官となる。

## 階級章
最初に作成された宇宙軍最先任上級曹長の階級章は、空軍最先任上級曹長の階級章のデザインを基本としたものとなっている。階級章の中央にある2つ星の他の最先任上級曹長の階級章に合わせたものである。中央にあるデルタ、地球儀、軌道からなるデザインはアメリカ宇宙軍の紋章に合わせたものとなっている。しかし、空軍最先任上級曹長の階級章にデザインされている下部の月桂冠と星の紋章については、宇宙軍最先任上級曹長の階級章にはなく、代わって大きな星が描かれていた。
現行の階級章は、2021年9月20日に発表されたもので、この時に一緒に宇宙軍下士官の階級と階級章が発表されている。

階級章の変遷
空軍最先任上級曹長
2020年 – 2021年
2021年以降

## 歴史
初代の宇宙軍最先任上級曹長であるロジャー・タウバーマン宇宙軍最先任上級曹長は、2020年4月3日に就任した。以前は空軍宇宙軍団の最先任上級曹長を歴任し、前職は統合軍であるアメリカ宇宙軍の最先任上級曹長を務めていた。ロジャー・タウバーマン宇宙軍最先任上級曹長は、アメリカ宇宙軍で1人目の下士官であり、アメリカ宇宙軍全体では、宇宙軍作戦部長ジョン・レイモンド宇宙軍大将に次ぐ2人目の軍人である。なお、宇宙軍最先任上級曹長は、2020年4月3日から2021年2月1日に呼称が変更されるまでは宇宙軍最先任下士官（senior enlisted advisor of the Space Force (SEASF)）と呼ばれていた。

## 歴代の宇宙軍最先任上級曹長

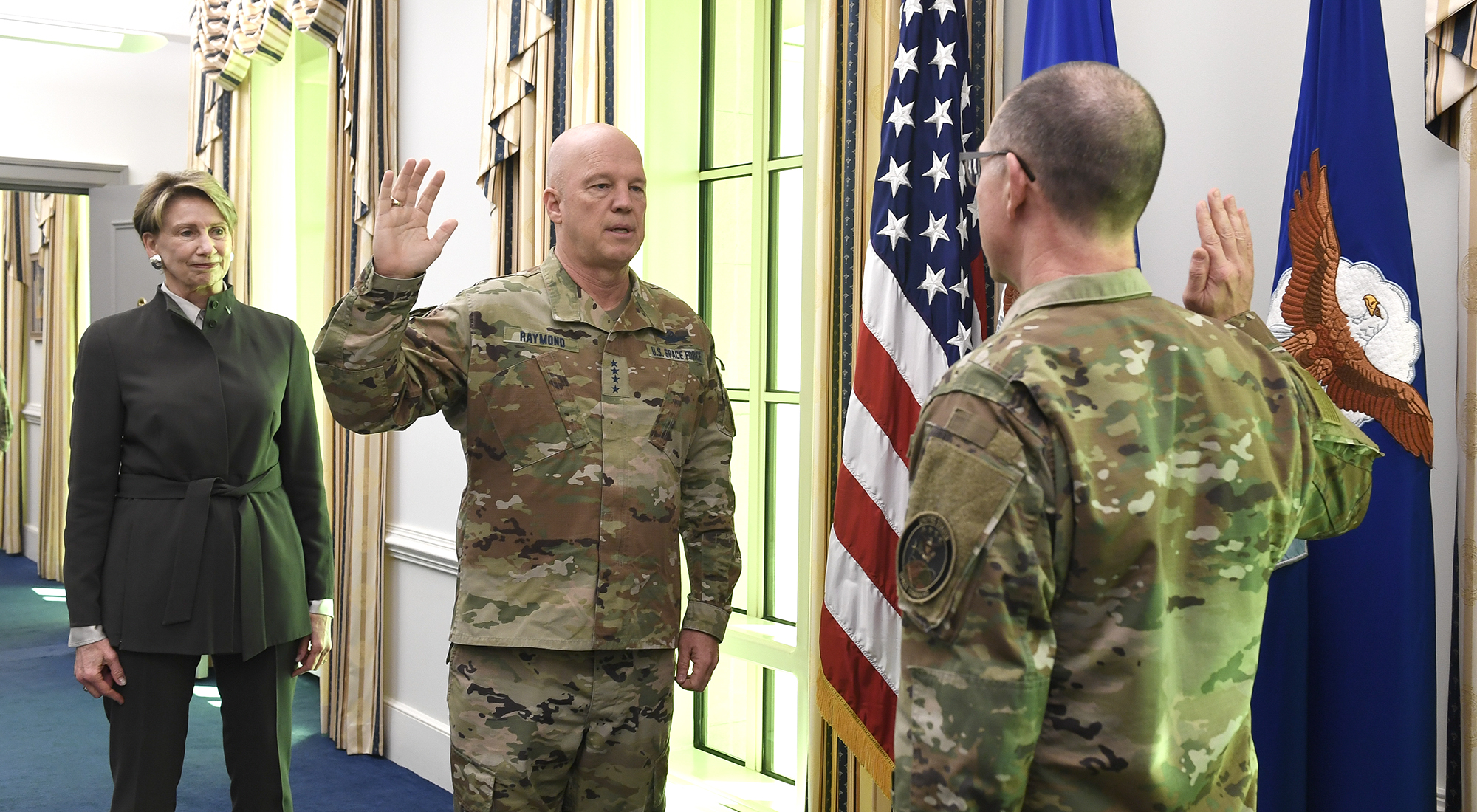
2020年4月3日、バーバラ・バレット空軍長官が見守る中、ジョン・レイモンド作戦部長に初代の宇宙軍最先任下士官として就任宣誓を行うロジャー・タウバーマン。

| 代 | 公式写真                    | 氏名                        | 期間          | 期間          | 期間       | 指揮                   | 指揮                                                              | 脚注  | 脚注 |
| 代 | 公式写真                    | 氏名                        | 就任日        | 退任日        | 日数       | 宇宙軍作戦部長         | 空軍長官                                                          | 脚注  | 脚注 |
| -- | --------------------------- | --------------------------- | ------------- | ------------- | ---------- | ---------------------- | ----------------------------------------------------------------- | ----- | ---- |
| 1  | ロジャー・タウバーマン      | ロジャー・タウバーマン      | 2020年4月3日  | 2023年9月15日 | 4年, 343日 | ジョン・W・レイモンド  | バーバラ・バレット ジョン・P・ロス (代行) フランク・ケンドール3世 | [ 4 ] |      |
| 2  | ジョン・F・ベンティヴェニャ | ジョン・F・ベンティヴェニャ | 2023年9月15日 | 現職          | 1年, 178日 | B.チャンス・サルツマン | フランク・ケンドール3世 ゲイリー・A・アシュワース(代行)           | [ 2 ] |      |